# Cañón antiaéreo M1939 de 85 mm (52-K)
El M1939 de 85 mm (52-K) (del ruso: 85-мм зенитная пушка обр. 1939 г. (52-К)) fue un cañón antiaéreo soviético de 85 mm, desarrollado bajo el liderazgo de los diseñadores soviéticos M. N. Loginov y G. D. Dorokhin. Este cañón fue usado durante toda la Gran Guerra Patriótica contra bombarderos y otros blancos a altitudes altas y medias. En emergencias, podía ser utilizado como un poderoso cañón antitanque. La caña del 52-K fue la base de la familia de cañones de tanque de 85 mm soviéticos. Los cañones de defensa aérea de 85 mm derribaron 4047 aviones del Eje. La cantidad media de munición de 85 milímetros necesaria para derribar un avión enemigo fue de 598 disparos. Luego de la guerra, algunos 52-K fueron modificados para usos pacíficos, y utilizados como cañones antiavalanchas en zonas montañosas.
Virtualmente todos los países detrás de la Cortina de Hierro recibieron este cañón luego de la Segunda Guerra Mundial para sus unidades antiaéreas. En la propia Unión Soviética, estas armas fueron reemplazadas por los cañones antiaéreos de 100 y 130 mm.

## Descripción
Adoptado en 1939, el M1939 de 85 mm, como su contraparte, el cañón de 88 mm, fue pensado para la defensa antiaérea. Como muchos cañones antiaéreos (AA), eran provistos con munición antitanque en el caso de que apareciera un tanque.

## Organización
Los cañones M1939 de 85 mm estaban organizados en regimientos de artillería antiaérea pesada de 16 piezas. Los regimientos estaban integrados dentro de las divisiones de las fuerzas antiaéreas.

## Cañón de tanque
Para 1943, el cañón de tanque F-34 de 76,2 mm del tanque medio T-34 se volvió severamente falto de potencia en disparos a larga distancia, comparado con el cañón largo de 88 mm del Tiger I alemán. Los planificadores militares encargaron a la oficina de diseño de los generales V. Grabin y F. Petrov que diseñen un nuevo cañón de tanque de 85 mm que emplee la munición antitanque del M1939.
Petrov desarrolló el nuevo cañón D-5 85 mm, el cual fue montado en el chasis del cañón autopropulsado SU-122 para crear el cazatanques SU-85. Grabin, trabajando en el ZiS-53 en la Fábrica Nº 92 Iósif Stalin en Gorky, fue transferido a la Oficina Central de Diseño de Artillería (TsAKB) en Moscú, y su proyecto fue reasignado a A. Savin, de 23 años de edad. Otro equipo dirigido por K. Siderenko fue asignado para otro proyecto de cañón de 85 mm, el S-18.
Las armas resultantes fueron probadas cerca de Gorky en el campo de pruebas de Gorokhoviesky, resultando ganador el ZiS-53 de Grabin. Desafortunadamente, la torreta del nuevo tanque T-34/85 había sido diseñada para el cañón D-5, que ya estaba disponible, y no podía instalarse correctamente el cañón de Grabin. La producción inicial del tanque T-34/85 fue aprobada con el cañón D-5 (designado D-5T, por "tanque").
Savin se puso a trabajar para modificar el cañón de Grabin con el fin de acomodarlo y mejorarlo, y su idea inicial fue agregada a la designación en reconocimiento a su tarea: ZiS-S-53. El T-34/85 Modelo 1944, que incluía una torreta mejorada de 3 hombres, comenzó la producción con este cañón en la primavera (boreal) de 1944. Pruebas posteriores sobre blindajes alemanes, encontraron que el arma desarrollada a partir del cañón AA de 85 mm carecía de la potencia de su predecesor y se construyó uno nuevo, el cañón de 122 mm.